# Солоновка (Новичихинский район)
Солоновка — село в Новичихинском районе Алтайского края России. Административный центр Солоновского сельсовета.

## География
Село находится в юго-западной части Алтайского края, на Приобском плато, на расстоянии 20 км к западу от лесного массива Касмалинский ленточный бор и примерно 25 км к северу от озера Горькое.

### Климат
Климат континентальный, характеризуется коротким летом и малоснежными зимами с метелями. Средняя температура января −18,8 °C, июля +20 °C. Годовое количество атмосферных осадков — 326 мм.

## История
Село образовано 4 августа 1920 года постановлением Сибревкома. Согласно Закону Алтайского края от 05 октября 2007 года Солоновка возглавила образованное муниципальное образование «Солоновский сельсовет».

## Население
| 1997 | 1998  | 1999  | 2000  | 2001  | 2002 | 2003 | 2004 | 2005 |
| ---- | ----- | ----- | ----- | ----- | ---- | ---- | ---- | ---- |
| 1068 | ↘1040 | ↗1044 | ↘1020 | ↘1003 | ↘956 | ↗988 | ↘958 | ↘944 |
| 2006 | 2007  | 2008  | 2009  | 2010  | 2011 | 2012 | 2013 |      |
| ↘904 | ↘873  | ↘842  | ↘810  | ↗836  | ↘834 | ↘803 | ↘776 |      |

## Улицы
| - ул. Исаенко, - ул. Комарова, - ул. Куйбышева, | - ул. Ленина, - ул. Молодёжная, - пер. Партизанский, | - ул. Целинная, - ул. Школьная, - ул. Юбилейная. |

## Транспорт
Село доступно автомобильным транспортом по автодороге общего пользования регионального значения
01К-78 Мамонтово — Солоновка — автодорога А322